# Olga Vilenskaia
Olga Vilenskaia (Noginsk, 20 februari 1984) is een Russisch vocaliste (sopraan).

## Levensloop
Vilenskaia studeerde van 2004 tot 2006 muziekgeschiedenis, Russisch en Italiaans aan de Christian Albrechts-Universiteit in Kiel, waarna na ze haar zangstudie opnam bij Penka Christova aan de Muziekhogeschool in Rostock. Ze vervolmaakte zich verder bij prof. Christian de Bruyn en sloot in 2011 haar studie hier met succes af.
In 2011 begon Vilenskaia haar master in opera bij prof. Axel Everaert aan het Conservatorium Maastricht, die ze in 2013 met vrucht afsloot.
Ze volgde masterclasses bij onder anderen Irwin Gage, Esther de Bros, Oliver Klöter en Nelly Miricioiu.
In 2012 maakte ze haar debuut als 1e Coryfee in Prometheus van Carl Orff op de Ruhrtriennale.
Ze is een regelmatige gastsoliste bij het Leuvense orkest Frascati Symphonic.

## Samenwerkingen
- Odd Terje Lysebo
- Peter Rundel
- Lemi Ponifasio
- Robert Wilson
- Emilio Pomarico
- Frascati Symphonic onder leiding van Kris Stroobants
- Opera Zuid
- ChorWerkRuhr
- Harry Kupfer

## Prijzen
- 2014: Richard Wagner Beurs
- 2010: HMT Musikpreis (3e Plaats) Rostock
- 2010: Ad Infinitum Foundation Scholarship
- 2010: Erasmus Scholarship, Operazang
- 2005: Duitse jeugdmuziekcompetitie 'Jugend Musiziert' (3e plaats)